# Министър-председател на Гана
Поста министър-председател на Гана съществува от 1957 до 1960 и отново в периода 1969 - 1972 година.
Първият министър-председател на страната е Кваме Нкрума. Заема поста още от обявяването на независимостта на Гана 6 март 1957 до 1 юли 1960, когато е сменена Конституцията на страната и този пост е премахнат. Нкрума става президент, но през 1966 година е свален с военен преврат.
През 1969 година след като в Гана се възстановява парламентарната система парламентарните избори са спечелени от Кофи Абрефа Бусия. При военен преврат на 13 януари 1972 година правителството на Бусия е свалено. Той е и последния министър-председател на Гана.